# Linfoma linfocítico pequeño
El linfoma linfocítico pequeño, linfoma linfocítico bien diferenciado o linfoma linfocítico de células pequeñas (LLCP) es un tipo de linfoma no-Hodgkin de células B, similar clínica y molecularmente a la leucemia linfática crónica (LLC) que se localiza principalmente en los ganglios linfáticos, mientras que el LLC tiende a localizarse en la médula ósea y en la sangre circulante. Por lo general se presenta en personas mayores de 50 años de edad y se caracteriza por ganglios linfáticos inflamados.

## Etiología
La principal y más frecuente causa asociada con la aparición de un linfoma de células pequeñas es la expresión alterada de genes cuya función se relaciona con la inhibición de la apoptosis o muerte celular normal, en especial el gen bcl-2. Otras moléculas con actividades anti-apoptosis también están involucradas, las cuales previenen la muerte celular de las líneas celulares así afectadas. La interleucina-4 parece estar involucrada en estimular la aparición del CD23, cuya expresión es uno de los marcadores de este tipo de linfomas.